# Viazemski (ville)
Pour les articles homonymes, voir Viazemski.
Viazemski (en russe : Вяземский) est une ville du kraï de Khabarovsk, dans l'Extrême-Orient russe. Sa population s'élevait à 12992 en 2022.

## Géographie
Viazemski est située à 130 km au sud-ouest de Khabarovsk, près de l'Oussouri et de la frontière chinoise. 

## Histoire
Viazemski fut fondée en 1894 autour de la gare de chemin de fer de Viazemskaïa (Вя́земская). Le statut de commune urbaine lui fut accordé en 1938 et celui de ville en 1951. 

## Population
Recensements (*) ou estimations de la population:
| 1915 | 1939*  | 1959*  | 1970*  | 1979*  | 1989*  |
| ---- | ------ | ------ | ------ | ------ | ------ |
| 855  | 11 902 | 17 957 | 18 365 | 18 919 | 18 426 |

| 2002*  | 2010*  | 2013   | 2014   | 2015   | 2022   |
| ------ | ------ | ------ | ------ | ------ | ------ |
| 15 760 | 14 556 | 14 024 | 13 881 | 13 575 | 12 992 |

## Transports
Viazemski possède une gare sur le Transsibérien, au kilomètre 8651 depuis Moscou.